# Rale Ćajić
Ratko - Rale Ćajić (Slavkovica kod Ljiga, 15. april 1944 — Beograd, 4. novembar 2008) bio je srpski kompozitor i pevač.
Sa svojom ženom Marijom bio je jedan od najuspešnijih autorskih tandema jugoslovenskog folka.

## Karijera
Rale Ćajić je započeo karijeru s kraja sedamdesetih sa velikim hitom Borisa Bizetića „Nisi znala da te volim“, koju je otpevao u duetu sa Mirom Beširević. Sa svojom suprugom Marijom snima prvi solistički album „Nije lako druže moj“. Te 1986. godine sa pesmom „Nije lako druže moj“ pobeđuje na sarajevskom festivalu folka „Ilidža“. Posle punih 25 godina pobeda bosanskohercegovačkih pevača na „Ilidži“, Marija i Rale odnose trofej u Srbiju. Zanimljiv je njihov album „Tebi voljena Srbijo“, koji je nastao 1993. godine u ratnom vihoru. Sav prihod od ovog projekta uplatili su zajedno sa svojom izdavačkom kucom PGP RTS u Fond Kapetana Dragana za ranjenike. Pravili su kao kompozitori pesme za Ljubu Aličića, Lepu Brenu, Halida Muslimovića, Stelu, Biljanu Jevtić, Lauru, Keti Li... Poznati su njihovi veliki hitovi: „Samo ona može u život da me vrati“ (pevao Ljuba Aličić i pobedili su na festivalu "MESAM“ 1986), „Plačite sa mnom jesenje kiše", „Jugoslovenka", „Boli me uvo za sve“, „Putuj, putuj, srećo moja“, „Učini bar jedan pogrešan korak“, „Kunem se i narodu i Bogu“, „Proklet da je ovaj život“, „Dajte Ciganima stare violine“, „Ti ne ličiš ni na jednu“ i druge. Rale Ćajić je preminuo 2008. godine u Beogradu.

## Diskografija

### Albumi
- 1986 Nije lako druže moj Jugodisk
- 1990 Nisi znala da te volim PGP RTB

### Singlovi
- 1974 Ti me malo zaboravi / Idu suze - Diskos
- 1976 Ne laži me / Nemoj, nemoj to da sviraš - Jugoton
- 1977 Ostale su u očima suze / Sine, sine - Jugoton
- 1977 Sam sam opet u tuđini / Srešćemo se jednom - Jugoton
- 1979 Osuđena / Sinefja - Jugoton

## Festivali
- 1977. Ilidža - Ostale su u očima suze
- 1986. Ilidža - Nije lako druže moj (duet sa Marijom Ćajić), prva nagrada publike, druga nagrada stručnog žirija, prva nagrada žirija novinara Jugoslavije akreditovanih na festivalu za najuspešniji pevački par Zlatna OSSA, pobednička pesma
- 1992. Šumadijski sabor - Ja ti ljubim usne neljubljene (duet sa Marijom Ćajić)

## Spoljašnje veze
- Diskografija na sajtu Discogs
- RTS:Vremeplov (4. novembar 2011)